# مداولة مكانية
قالب:تقنيات مداولة
المداولة المكانية (بالإنجليزية: Spatial multiplexing) (تختصر عادة SM أوSMX) هي طريقة نقل في اتصالات ميمو (MIMO) لاسلكية لنقل إشارات بيانات مشفرة مستقلة ومنفصلة تدعى جداول-streams، من كل هوائي إرسال على حدة. تسمح هذه الطريقة بإعادة استعمال أو مداولة البعد المكاني مرة أخرى.
إذا تم تزويد المرسل بعدد {\displaystyle N_{t}} من الهوائيات والمستقبل {\displaystyle N_{r}} من الهوائيات، فإن الترتيب الأعظمي للمداولة المكانية (عدد الجداول) يكون
{\displaystyle N_{s}=\min(N_{t},N_{r})\!}
عند استعمال مستقبل خطي، بمعنى أن {\displaystyle N_{s}} جدولاً يمكن إرسالها على التوازي، وتقودنا مثاليا إلى {\displaystyle N_{s}} زيادة في الكفاءة الطيفية (عدد البتات لك ثانية ولكل هرتز التي يمكن إرسالها عبر قناة لاسلكية). يقتصر تطبيق تضخيم المداولة وفقا للترابط المكاني، بمعنى أن بعض الجداول المتوازية قد تحتوي على تكبيرات قناة ضغيفة جداً.

## التشفير

### طريقة الحلقة المفتوحة
في نظام ميمو الحلقة المفتوحة، مع {\displaystyle N_{t}} من هوائيات الإرسال و{\displaystyle N_{r}} من هوائيات الاستقبال، تعطى علاقة الدخل والخرج بالصورة
{\displaystyle \mathbf {y} =\mathbf {Hx} +\mathbf {n} }
حيث {\displaystyle \mathbf {x} =[x_{1},x_{2},\ldots ,x_{N_{t}}]^{T}} هي متجه {\displaystyle N_{t}\times 1} من عينات الإرسال، {\displaystyle \mathbf {y,n} } هي متجهات {\displaystyle N_{r}\times 1} من العينات المستقبلة والضوضاء و{\displaystyle \mathbf {H} } معاملات القناة هي مصفوفة {\displaystyle N_{r}\times N_{t}}.

### طريقة الحلقة المغلقة
يستعمل نظام MIMO ذي الحلقة المغلقة معلومات حالة القناة (CSI) عند المرسل. في أغلب الحالات، يكون هناك CSI فقط عند المرسل بسبب القيود التي تحملها التغذية الراجعة للقناة.(مأخوذة من http://www.cst.uwaterloo.ca/~reza/research_feedback.php)
يمكن وصف العلاقة بين الدخل والخرج في هذا النظام كما يلي
{\displaystyle \mathbf {y} =\mathbf {HWs} +\mathbf {n} }
حيث {\displaystyle \mathbf {s} =[s_{1},s_{2},\ldots ,s_{N_{s}}]^{T}} متجه العينات المرسلة، {\displaystyle N_{s}\times 1} ، كما أن {\displaystyle \mathbf {y,n} } هي {\displaystyle N_{r}\times 1} متجهات العينات المستقبلة والضوضاء على التوالي، {\displaystyle \mathbf {H} } {\displaystyle N_{r}\times N_{t}} مصفوفة معاملات القناة، و{\displaystyle \mathbf {W} } هي مصفوفة بدء التشفير {\displaystyle N_{t}\times N_{s}}.